# Бенуа Тремулінас
Бенуа́ Тремуліна́с (фр. Benoît Trémoulinas, нар. 28 грудня 1985, Лормон) — французький футболіст, лівий захисник «Севільї» та національної збірної Франції.

## Клубна кар'єра
Народився в родині вихідців з Реюньйона в місті Лормон. Його мама з Реюньйона — острова в Індійському океані на схід від Мадагаскару, який належить Франції. Починав займатися футболом у місцевій футбольній школі за прикладом свого дідуся та батька, які теж грали у футбол.

### «Бордо»

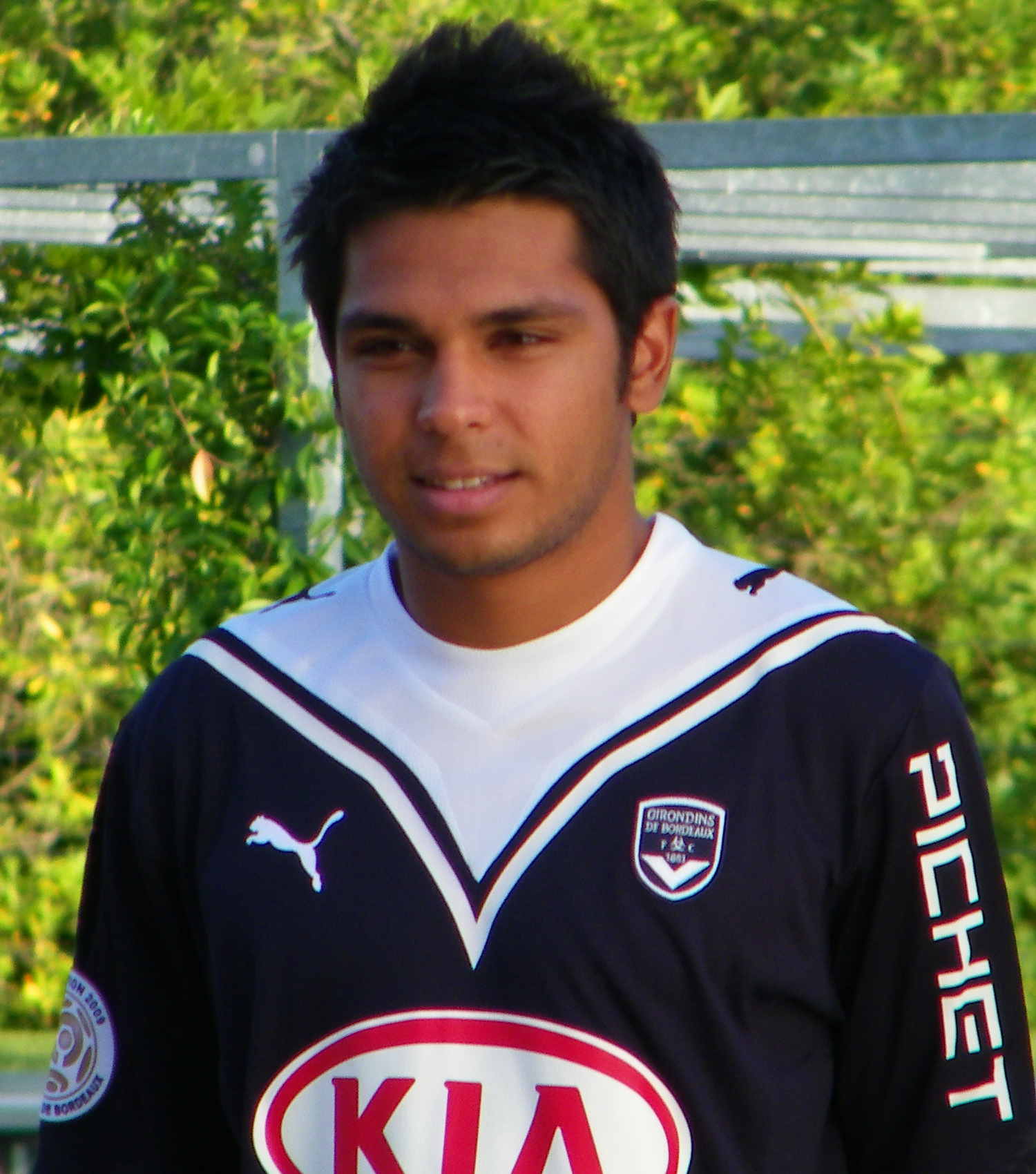
Бенуа Тремулінас під час виступів за «Бордо».

1994 року дев'ятирічний хлопець продовжив навчання у футбольній академії «Бордо», де він навчався протягом семи років, а потім, провівши ще рік в клубній академії, дебютував в основній команді 15 серпня 2007 року під керівництвом Лорана Блана в домашньому матчі чемпіонату Франції проти «Ле Мана» (1:2). А вже через місяць, 20 вересня, Бенуа дебютував у єврокубках в матчі Кубка УЄФА проти фінського «Тампере Юнайтед» (3:2), проте стати основним в тому сезоні Тремулінас так і не зумів, лишаючись резервістом Флоріана Маранжа та ветерана Франка Жюр'єтті.
Але вже в наступному сезоні 2008/09 Маранж покинув команду, а з двох лівих захисників, що лишились, Блан віддав перевагу молодості, надавши місце в основі Тремулінасу, якого вболівальники називали «другим Лізаразю» за схожу манеру гри та антропометричні дані. Бенуа вдало провів чемпіонський сезон жирондинців, зігравши 26 матчів (24 у стартовому складі) та віддавши в них п'ять гольових передач.
Завдяки цьому з наступного сезону на Тремулінас став безальтернативним ліовим захисником «Бордо», провівши загалом у різних турнірах за клуб 50 матчів, забивши два голи та дев'ять разів посприявши партнерам у взятті воріт. Крім того, Бенуа допоміг «жирондинцям» добре виступити в групі Ліги чемпіонів, випередивши «Ювентус» та «Баварію» та діставшись у підсумку чвертьфіналу. Тремулінас провів у головному клубному турнірі континенту дев'ять матчів, значно посприявши успіху своєї команди та ставши при цьому об'єктом пильного інтересу збоку провідних команд Європи.
Два наступних сезони за «Бордо» Тремулінас продовжував бути основним лівим захисником команди, допомігши клубу у сезоні 2012/13 вперше за 25 років виграти Кубок Франції. Після завершення того сезону Бенуа отримав пропозицію від київського «Динамо», якому потрібен був лівий захисник, після того як команду покинув Тає Тайво.

### «Динамо»

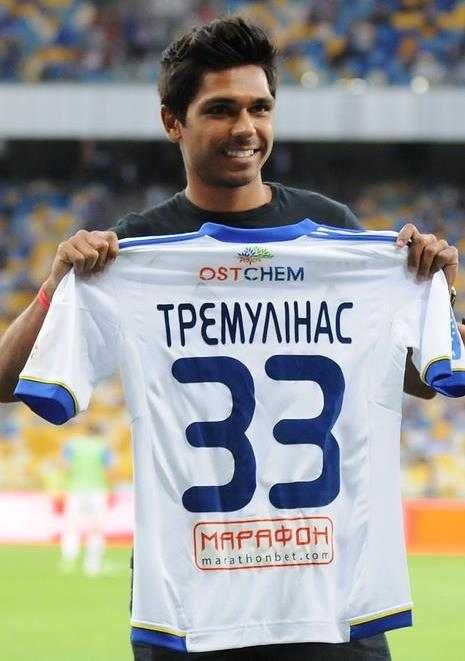
Бенуа Тремулінас на презентації в «Динамо». 14 липня 2013 року

12 липня 2013 року підписав контракт з київським «Динамо» на чотири роки, взявши 33 номер — номер департаменту, в якому знаходиться його рідне місто. 28 липня дебютував за «Динамо» в матчі чемпіонату України проти «Севастополя». Бенуа вийшов зі старту і вже на 14 хвилині відзначився гольовою передачею на Лукмана Аруну, а на 70 хвилині був замінений на Домагоя Віду через судоми. Незважаючи на це сайт football.ua назвав Бенуа одним з найбільш помітних учасників матчу, який постійними підключеннями та передачами створював проблеми супернику, через що включив його до символічної збірної туру.
В подальшому Тремулінас відразу став основним лівим захисником команди, проте вже восени став програвати місце в старті молодому вихованцю киян Євгену Макаренку. А після розгромної поразки від «Металіста» (0:3) взагалі перестав виходити на поле, провівши лише один матч у кубку проти свердловського «Шахтаря», в якому відзначився результативною передачею.

### «Сент-Етьєн»
В січні 2014 року футболіст виявив бажання покинути київський клуб для отримання ігрової практики, щоб отримати можливість поїхати на ЧС-2014.
В кінці січня кияни вели перемовини з колишнім клубом Бенуа «Бордо», проте через високу заробітну плату (1,5 млн. євро на рік) «жирондинці» відмовились він повернення футболіста і вже через кілька днів футболіст перейшов на правах оренди до кінця сезону в «Сент-Етьєн», якому терміново до закриття трансферного вікна знадобилась футболіст на позицію лівого захисника, після того як Фаузі Гулам перейшов у «Наполі». Ціна оренди склала 1 млн. євро, після завершення якої клуб мав право викупити контракт гравця за 4 млн. євро.

### «Севілья»
Проте правом викупу «Сент-Етьєн» не скористався, натомість агенти гравця знайшли для нього варіант продовження кар'єри в Іспанії — 24 серпня 2014 року Тремулінас підписав трирічний контракт із «Севільєю».

## Виступи за збірну
5 серпня 2010 року головний тренер збірної Франції Лоран Блан, знайомий з гравцем під час тренерства «Бордо», уперше викликав Тремулінаса до лав національної команди. Гравець пройшов тренувальний збір з головною командою країни, втім шансу дебютувати у її складі тоді не отримав.
За два роки, у 2012, новий очільник збірної Франції Дідьє Дешам також звернув увагу на флангового захисника «Бордо» і запросив його до підготовки до товариської гри проти збірної Італії 15 листопада 2012 року. Цього разу гравцеві вдалося врешті-решт дебютувати в офіційних іграх національної збірної, хоча й дуже недовго — він вийшов на поле, змінивши Муссу Сіссоко лише на 89-й хвилині зустрічі.

## Статистика

### Клубна
Станом на 19 серпня 2013
| Клуб         | Сезон   | Ліга | Ліга  | Ліга    | Кубок | Кубок | Кубок   | Єврокубки | Єврокубки | Єврокубки | Всього | Всього | Всього  |
| Клуб         | Сезон   | Ігор | Голів | Асистів | Ігор  | Голів | Асистів | Ігор      | Голів     | Асистів   | Ігор   | Голів  | Асистів |
| ------------ | ------- | ---- | ----- | ------- | ----- | ----- | ------- | --------- | --------- | --------- | ------ | ------ | ------- |
| «Бордо»      | 2007-08 | 9    | 0     | 1       | 4     | 0     | 1       | 7         | 1         | 1         | 20     | 1      | 3       |
| «Бордо»      | 2008-09 | 26   | 0     | 5       | 4     | 1     | 2       | 1         | 0         | 0         | 31     | 1      | 7       |
| «Бордо»      | 2009-10 | 34   | 2     | 7       | 5     | 0     | 1       | 9         | 0         | 1         | 48     | 2      | 9       |
| «Бордо»      | 2010-11 | 32   | 0     | 3       | 3     | 0     | 0       | 0         | 0         | 0         | 27     | 0      | 3       |
| «Бордо»      | 2011-12 | 36   | 2     | 5       | 4     | 0     | 0       | 0         | 0         | 0         | 40     | 2      | 5       |
| «Бордо»      | 2012-13 | 28   | 1     | 6       | 1     | 0     | 0       | 6         | 0         | 1         | 34     | 1      | 7       |
| «Бордо»      | Всього  | 165  | 5     | 27      | 21    | 1     | 4       | 23        | 1         | 3         | 200    | 7      | 34      |
| «Динамо»     | 2013-14 | 7    | 0     | 3       | 1     | 0     | ?       | 6         | 0         | ?         | 14     | 0      | ?       |
| «Динамо»     | Всього  | 7    | 0     | 3       | 1     | 0     | ?       | 6         | 0         | ?         | 14     | 0      | ?       |
| «Сент-Етьєн» | 2013-14 | 0    | 0     | 0       | 0     | 0     | 0       | 0         | 0         | 0         | 0      | 0      | 0       |
| «Сент-Етьєн» | Всього  | 0    | 0     | 0       | 0     | 0     | 0       | 0         | 0         | 0         | 0      | 0      | 0       |
| Загалом      | Загалом | 172  | 5     | 29      | 22    | 1     | 5       | 29        | 1         | 3+        | 214    | 7      | 36+     |

## Досягнення
- Чемпіон Франції: 2008/09
- Володар Кубка Франції: 2012/13
- Володар Кубка Ліги Франції: 2008/09
- Володар Суперкубка Франції: 2008, 2009
- Чемпіон України: 2008/09
- Володар Кубка України: 2013/14
- Переможець Ліги Європи: 2014/15, 2015/16